# David Tattersall
David Tattersall BSC (Barrow-in-Furness, 14 novembre 1960) è un direttore della fotografia britannico.

## Biografia
Ha lavorato a molti progetti ad alto budget, tra i quali ricordiamo i prequel della saga fantascientifica di Guerre stellari del regista George Lucas. Ha vinto un Emmy per il suo lavoro sulla serie televisiva Le avventure del giovane Indiana Jones.

## Filmografia

### Cinema
- Benvenuti a Radioland (Radioland Murders), regia di Mel Smith (1994)
- T-Rex - Il mio amico Dino (Theodore Rex), regia di Jonathan Betuel (1995)
- Moll Flanders, regia di Pen Densham (1996)
- Il vento nei salici (The Wind in the Willows), regia di Terry Jones (1996)
- Con Air, regia di Simon West (1997)
- Star Wars - Episodio I - La minaccia fantasma (Star Wars: Episode I - The Phantom Menace), regia di George Lucas (1999)
- Che fine ha fatto Harold Smith? (Whatever Happened to Harold Smith?), regia di Peter Hewitt (1999)
- Il miglio verde (The Green Mile), regia di Frank Darabont (1999)
- Vertical Limit, regia di Martin Campbell (2000)
- The Majestic, regia di Frank Darabont (2001)
- Star Wars - Episodio II - L'attacco dei cloni (Star Wars: Episode II - Attack of the Clones), regia di George Lucas (2002)
- La morte può attendere (Die Another Day), regia di Lee Tamahori (2002)
- Lara Croft: Tomb Raider - La culla della vita (Lara Croft: Tomb Raider - The Cradle of Life), regia di Jan de Bont (2003)
- xXx 2: The Next Level (xXx: State of the Union), regia di Lee Tamahori (2005)
- Star Wars - Episodio III - La vendetta dei Sith (Star Wars: Episode III - Revenge of the Sith), regia di George Lucas (2005)
- The Hunting Party, regia di Richard Shepard (2007)
- Next, regia di Lee Tamahori (2007)
- Speed Racer, regia di Lana e Lilly Wachowski (2008)
- Ultimatum alla Terra (The Day the Earth Stood Still), regia di Scott Derrickson (2008)
- L'acchiappadenti (Tooth Fairy), regia di Michael Lembeck (2010)
- I fantastici viaggi di Gulliver (Gulliver's Travels), regia di Rob Letterman (2010)
- Solo per vendetta (Seeking Justice), regia di Roger Donaldson (2011)
- Viaggio nell'isola misteriosa (Journey 2: The Mysterious Island), regia di Brad Peyton (2012)
- Il potere dei soldi (Paranoia), regia di Robert Luketic (2013)
- Romeo and Juliet, regia di Carlo Carlei (2013)
- Volo 7500 (Flight 7500), regia di Takashi Shimizu (2014)
- La risposta è nelle stelle (The Longest Ride), regia di George Tillman Jr. (2015)
- Death Note - Il quaderno della morte (Death Note), regia di Adam Wingard (2017)
- The Foreigner, regia di Martin Campbell (2017)
- The Protégé, regia di Martin Campbell (2021)
- Memory, regia di Martin Campbell (2022)
- George Foreman - Cuore da leone (Big George Foreman), regia di George Tillman Jr. (2023)

### Televisione
- Le avventure del giovane Indiana Jones (The Young Indiana Jones Chronicles) – serie TV, 21 episodi (1992-1993)